# Kanał Młyna Maria we Wrocławiu
Kanał Młyna Maria – kanał wodny we Wrocławiu, stanowiący jeden z elementów Śródmiejskiego Węzła Wodnego. Swój początek bierze na lewym brzegu Odry Północnej, która to odnoga rzeki tworzy w tym miejscu wypięty ku północy łuk. Ta część kanału przebiega przez dwa kanały robocze dawnych młynów wchodzących w skład Piaskowego Stopnia Wodnego. Obudowę rynien stanowi mur z cegły posadowiony na ruszcie z pali dębowych. Koniec kanału uchodzi natomiast do Odry Południowej. Kanał Młyna Maria oddziela Wyspę Młyńską, a za Upustem powodziowym Klary, Wyspę Słodową od Wyspy Piasek. Brzegi kanału to pionowe ściany murowane. Kanał jest dostępny dla żeglugi tylko w jednym kierunku zachodnim, zgodnym z przepływem nurtu rzeki, tzn. w dół rzeki, od ujścia do tego kanału Upustu powodziowego Klary. Droga wodna w kierunku wschodnim, w górę rzeki, prowadzi przez Odrę Południową i Śluzę Piaskową.
Nad kanałem przerzucone są dwie przeprawy mostowe:
- przęsło południowe Mostów Młyńskich, w początkowym biegu kanału,
- Kładka Piaskowa, poniżej ujścia Upustu powodziowego Klary, a przed połączeniem z Odrą Południową.

Ponadto nad kanałem zlokalizowany jest budynek dawnego młyna Maria – pawilon łączący obie części Młyna Maria.

## Zobacz też

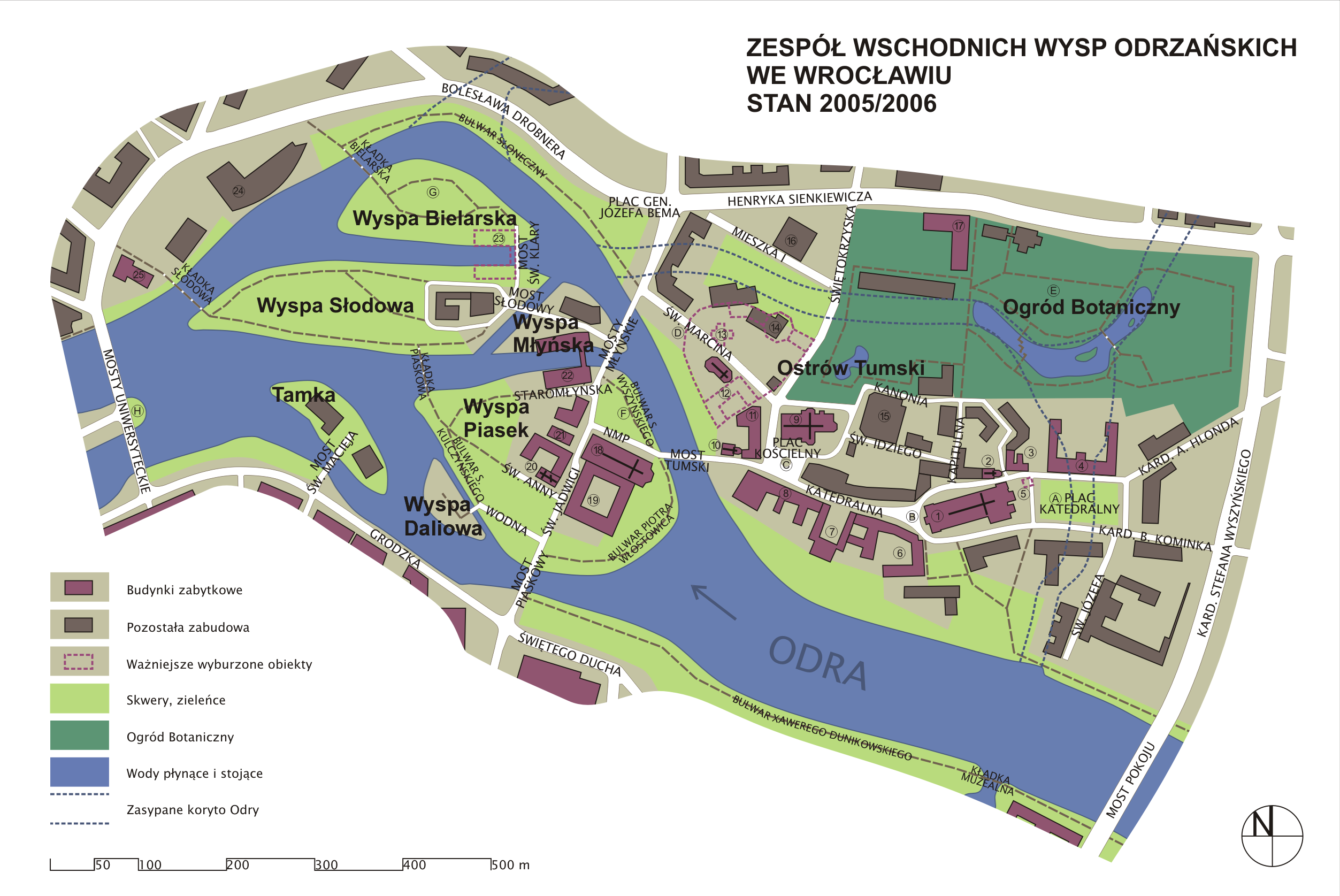
Zespół wysp odrzańskich we Wrocławiu - Kanał Młynów Maria to odnoga pomiędzy Wyspą Piaskową a Wyspą Młyńską i dalej Wyspą Słodową

## Linki zewnętrzne

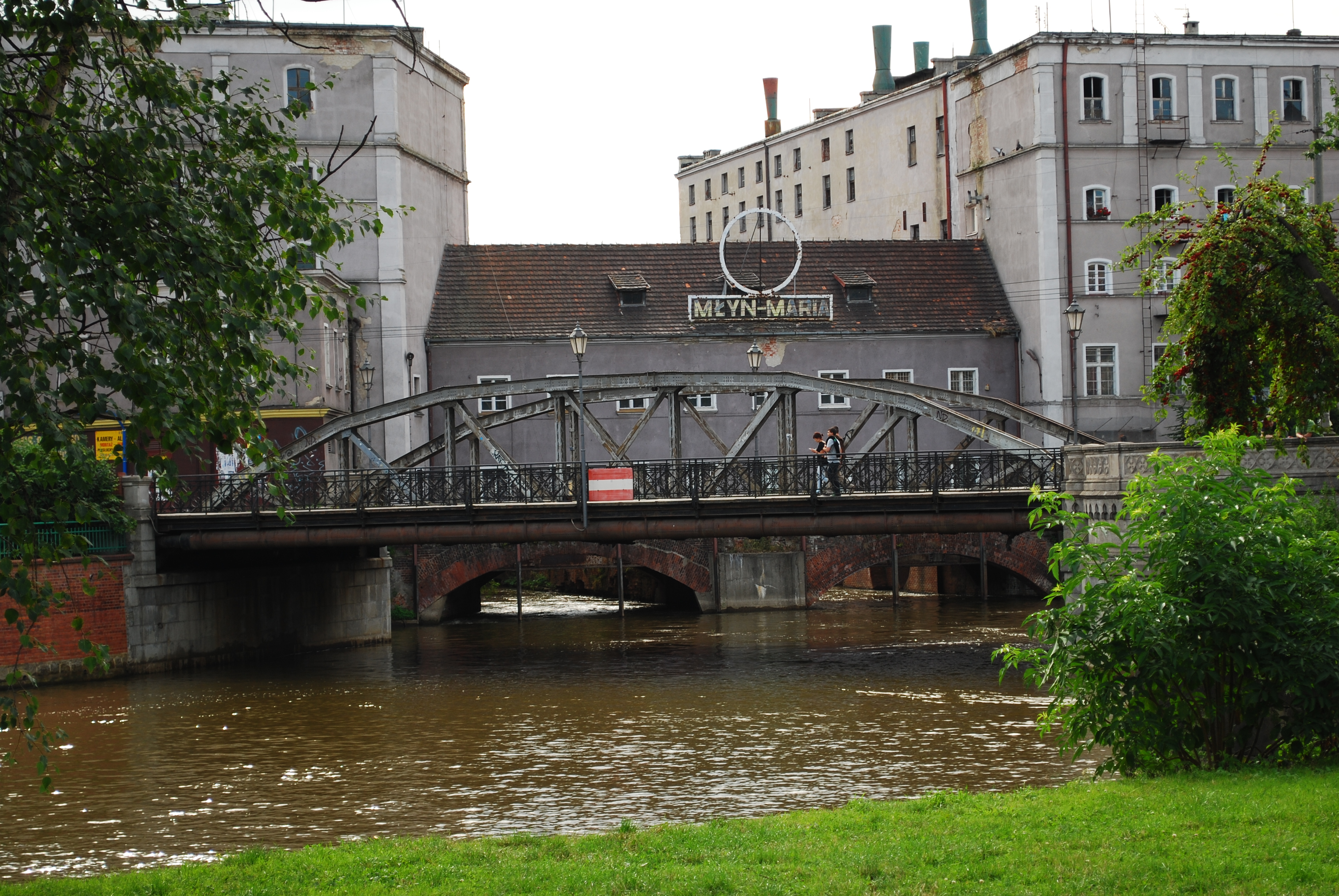
początek kanału